# Hettitische mythologie
De Hettitische mythologie betreft het geheel van Hettitische mythen en geloofsovertuigingen. De mythologie is zeer uitgebreid en van verschillende herkomsten. Hoewel de Hettiten een Indo-Europees volk waren, bestond hun mythologie ook deels uit niet-verwante, Semitische, Mesopotamische mythologie en autochtone (Hattische) Anatolische mythologie.

## Historisch kader

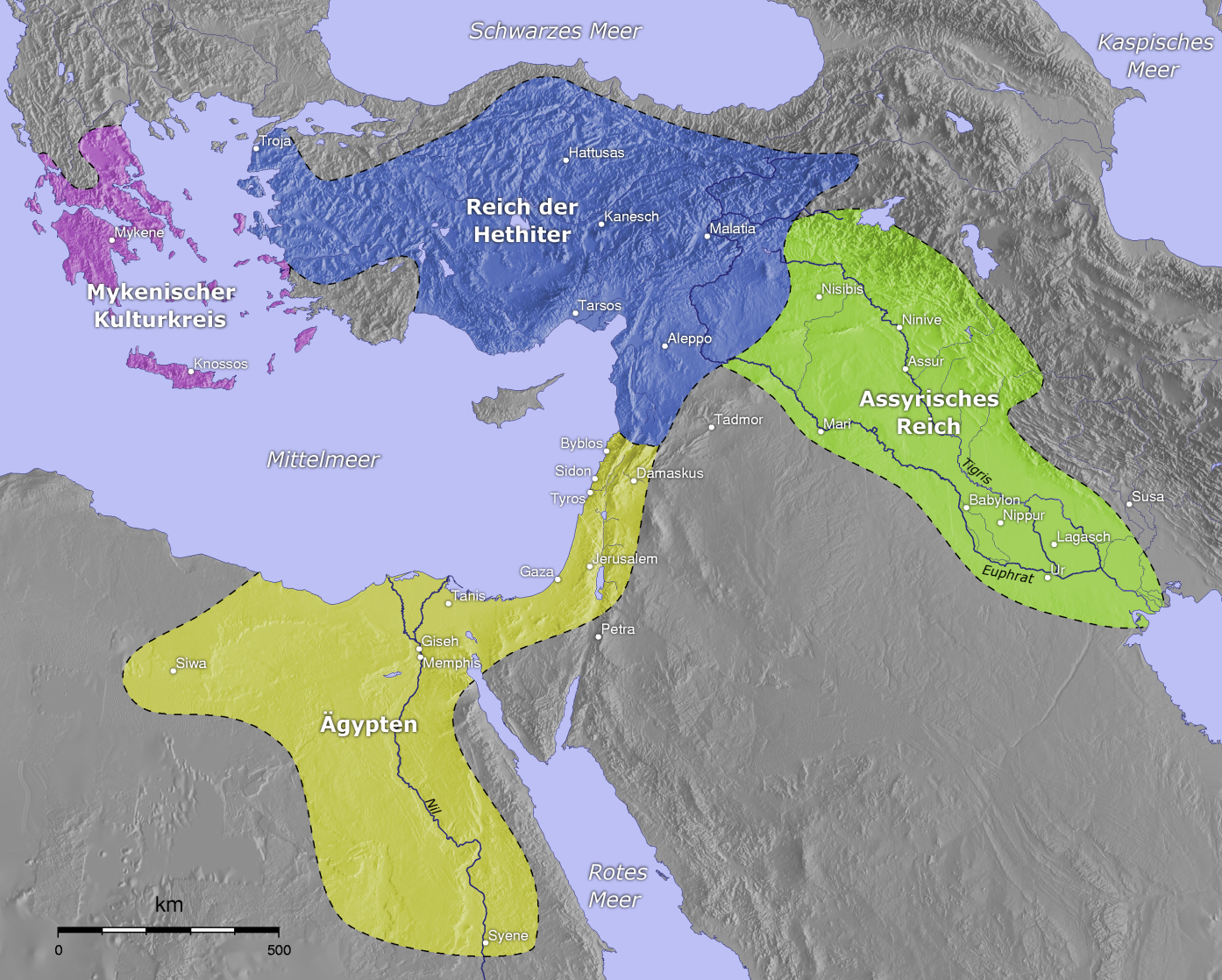
Het Hettitische rijk (blauw), Egyptische rijk (geel), Assyrische rijk (groen) en het Myceense cultuurgebied (paars) omstreeks 1400 v.Chr.

De Anatolische tak van de Indo-Europese taalfamilie bestaat onder andere uit het Hettitisch (ook: Hittitisch), het Luwisch en het Palaïsch, en is de vroegst gedocumenteerde groep van de Indo-Europese talen. Naar eigennamen uit de groep wordt rond 2000 v.Chr. al verwezen in Assyrische handelsovereenkomsten. In de loop van het tweede millennium v.Chr. is Hettitische materiaal (in spijkerschrift en hiëroglyfen) in ruime mate beschikbaar, zodat hun cultuur betrekkelijk goed bekend is. Het is dan ook vanaf de vroege zeventiende eeuw, in de late bronstijd, dat de Hettitische macht gevestigd wordt en de Hettitische koningen in de loop van vijf eeuwen het grootste deel van Anatolië veroveren en beheersen vanuit hun hoofdstad Hattusa, waar meer dan 10.000 kleitabletten opgegraven zijn met onder andere literatuur en mythologische informatie. Een groot deel van de tekstuele bronnen stamt uit het Nieuwe Koninkrijk, ca. 1350-1200 v.Chr., bestaande uit rituele voorschriften, koninklijke annalen, gebeden, traktaten, correspondentie, ambtelijke instructies, orakels, teksten over voortekens en enkele teksten over mythen. De meeste mythen zijn echter overgenomen van niet-Indo-Europese bronnen. Daarnaast laat archeologisch en schriftelijk materiaal zien dat de Hettieten tempelcomplexen kenden in steden, maar ook elders tempels hadden, die onderhouden werden door priesters.
Door de grootte van het rijk en door handel was de Hettitische cultuur geenszins geïsoleerd, maar vond veel intercultureel contact plaats. Daar komt bij dat de Hettieten behoorlijk tolerant waren in politiek, sociaal en cultureel opzicht. Als een nieuw gebied veroverd werd, dan werden de plaatselijke godenbeelden overgebracht naar Hettitische tempels. De veroverden konden zodoende niet langer een direct beroep doen op hun goden, wat een symbool van dominantie van de veroveraar was. Het laat tevens de neiging tot assimilatie zien, en de veroverde goden bleven dan ook aanbeden. Dat werd vergemakkelijkt doordat er geen theologische dogmatiek bij de Hettieten bestond. Vandaar dat niet-Hettitische, mythologische elementen uiteindelijk alom aanwezig waren in de Hettitische mythologie. Met name vanaf 1400 werd de Hettitische godsdienst meer en meer beïnvloed door in het bijzonder de Hurrieten, en werden grote delen van het Hurritische pantheon (via Kizzuwatna) overgenomen. Samen met de incorporatie van de Luwische goden leidde dit tot een forse expansie van het pantheon, iets waar schrijvers enige orde in probeerden aan te brengen door het opstellen van godenlijsten. Hierin werden de goden dan geclassificeerd naar functie, zoals dKAL, 'beschermende goden'.
De neiging tot assimilatie en interculturele uitwisseling leidde tot een syncretistische en extreem polytheïstische mythologie/godsdienst. Het pantheon bestond dan ook niet uit tientallen, maar uit honderden godheden, uiteenlopend van grote en machtige tot kleine, lokale wezens. Bij de overname van uitheemse goden werd geen of nauwelijks moeite gedaan tot samensmelting en identificatie met reeds bekende goden; ze bleven naast elkaar bestaan. Veel oude rituelen en mythen van de Hattiërs, de oorspronkelijke bewoners van het Hettitische gebied, bleven onder het Hettitische bewind ook voortbestaan, waarbij de namen van een aantal van hun goden bewaard is gebleven. Veel moeite tot herstructurering vond lange tijd nauwelijks plaats. Puduhepa, de vrouw van koning Hattusili III (ca. 1266-1236 v.Chr.) en tevens opperpriesteres, deed dit wel. In het bijzonder identificeerde ze Hettitische goden met Hurritische. Ze was zelf dan ook Hurritisch. Deze syncretiserende onderneming had het praktische doel van godenreductie. Ze is tevens een teken van toenemende invloed van Hurritische cultuur en diende tot een versterkend gevoel van eenheid binnen het rijk. Toch maakten de Hettieten zich over het algemeen nauwelijks druk om het grote, verwarrende pantheon, hoewel lange lijsten van godheden werden opgesteld. Het was in hun ogen wellicht beter voor alle zekerheid elke godheid met de nodige eerbied te behandelen, dan om ze te verwerpen, met mogelijke rampspoed tot gevolg. Men was wat dat betreft behoorlijk pragmatisch en functioneel gericht, met weinig aandacht voor theologische speculatie. Gedurende het Nieuw-Hettitisch koninkrijk (1430 - 1200 v.Chr.), toen de centralisatie van het rijk werd ingezet, werd er een meer algemeen Hettitisch pantheon gevormd waarvan de stormgod Teshub aan het hoofd kwam te staan.

## Godsbeeld

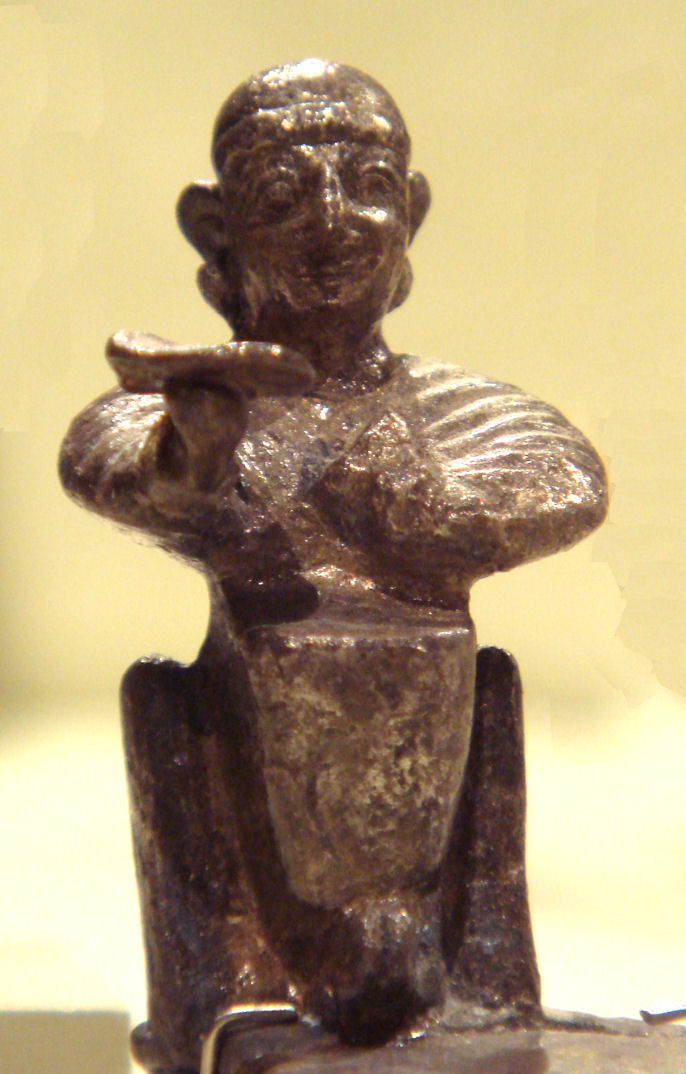
Hettitisch beeldje van een zittende god, 13e eeuw v.Chr.

De Hettitische goden werden voorgesteld als menselijk van karakter en meestal ook in vorm. Ze hadden dezelfde emoties als mensen, genoten van dezelfde vleselijke lusten en van dezelfde muziek. Toch was hun uiterlijk niet altijd bekend of zichtbaar. Vaak werd naar hen verwezen door middel van speciale voorwerpen zoals totems (huwasi) en soms abstracte beschrijvingen. Zo zijn de zonnegodin Arinna en haar dochter Mezzulla weleens als de gouden en zilveren schijf omschreven. Theriomorfische aanbidding kwam echter niet voor. Weliswaar is de Stormgod afgebeeld geweest als een stier, maar in dat geval was de stier slechts een symbool. Als ze werden afgebeeld als mens, dan werden godinnen meestal in profiel afgebeeld, en goden met hun hoofd van voren en hun lijf in profiel. Verder waren ze van postuur niet te identificeren. Daarvoor hadden ze attributen: een wapen of ander voorwerp in de rechterhand, een symbool in de linkerhand, vleugels of andere toevoegingen, of een heilig dier.
De Hettiet moest doelbewust tot de goden bidden om hun aandacht te trekken. De goden hoefden nu eenmaal niet altijd te luisteren. Goden werden gezien zoals een meester door een dienaar: hun grillen bepaalden het wel en wee van de mensen, zodat de mensen goed rekening moest houden met de behoeftes en het eergevoel van de goden. Bovendien maakten de goden zich druk om het goede gedrag van de mens: wie goed naar de goden luisterde en hun regels naleefde, kon zeker zijn van hun zegening, uitgedrukt in het concept para handantatar. Daar stond echter tegenover dat de god, als meester, ook zijn best moest doen om de mens tevreden te houden, anders kon hij zijn aanbidding verliezen. Tijdens gebeden werd dan ook niet nagelaten goden te wijzen op het uitblijven van bijvoorbeeld hun gunsten. Een eigenaardigheid van het Hettitische godsbeeld is voorts dat men het niet vreemd vond dat een god zowel mannelijke als vrouwelijke eigenschappen had, afhangend van de rol die de god vervulde in een bepaalde context.
Daarnaast werden de goden voorgesteld als alomtegenwoordig. Dat betekende niet dat een bepaalde god overal aanwezig was en alles wist, maar dat de hele wereld vol was van goden en goddelijke activiteit. Het pantheon was dan ook heel groot, en toch ook hiërarchisch. Er waren enkele oppergoden, waarna allerlei andere groepen volgden, tot en met kleine boom-, bron- en riviergeesten. De lagere wezens konden soms dienen als boodschappers tussen de mensen en de hogere goden Op de hoogste goden na hadden de goden hun woningen in de tempels, die van lagere goden de vaste verblijfplaats vormden. De hogere goden hadden echter hemelse paleizen en konden zich vrijelijk bewegen door de kosmos.

## Pantheon
Het is niet mogelijk een volledige beschrijving van het Hettitische pantheon te geven. Dat komt door de grote hoeveelheid goden, het gebrek aan een officiële structuur in de godsdienst, en doordat vaak niet meer dan een naam bekend is. Tevens is het niet altijd eenvoudig om bijvoorbeeld Indo-Europese elementen te onderscheiden van Semitische en overige elementen. Zo kwamen de Mesopotamische goden Išhara, Anu, Antu, Enlil, Ninlil, Ea en Damkina het Hettitische godendom binnen via de Hurrieten. Andere in de godenlijsten opgenomen goden van Babylonische oorsprong waren Allatum en Marduk. Daarbij komt dat sommige goden alleen bekend zijn uit enkele teksten van een bepaald genre. Zo zijn Mah (Moedergodin), Mezulla, Halmasuit en Sarruma alleen bekend uit gebeden en rituele teksten. Soms is het verder niet duidelijk hoe een naam eigenlijk werd uitgesproken, doordat in het Hettitische spijkerschrift sumerogrammen en akkadogrammen gebruikt werden, dat wil zeggen tekens voor Sumerische en Akkadische woorden die Hettitisch werden uitgesproken. Die situatie is vergelijkbaar met de Engelse afkorting lb, van het Latijnse libra, 'pound'.

### Indo-Europese residuen
In meerdere Indo-Europese tradities is sprake van een ouder godenras dat vervangen werd door een jongere groep goden, zoals de Titanen door de Olympiërs in de Griekse mythologie. Dit thema komt voor in de Hettitische mythologie, waar toespelingen gemaakt worden op 'de vorige goden' (karuilies siunes), waarvan er soms zeven, soms negen, maar meestal twaalf zijn. Namen die in dit verband gegeven worden zijn onder andere Nara, Napsara, Minki, Ammunki, Tuhusi en Ammizadu. De Hettieten zelf identificeerden hen met de Babylonische Anunnaki (via Hurritische invloed). Net als de Titanen, waren de vorige goden opgesloten in de onderwereld (dankuis daganzipas, 'donkere aarde').
In Hettitische en Palaïsche teksten wordt verwezen naar een goddelijke smid, Hasammili, wat een Hattische naam is. Vaak gebeurt dit in de context van chtonische goden. Zijn oorsprong is niet zeker. Mogelijk is hij overgenomen uit het Hattische pantheon, maar evengoed kan hij door de Hattiërs overgenomen zijn van de Indo-Europese Anatoliërs.
Andere mogelijke gevallen zijn de dondergod, Moeder Aarde en de godin van de zon (zie hieronder).

### Dondergod

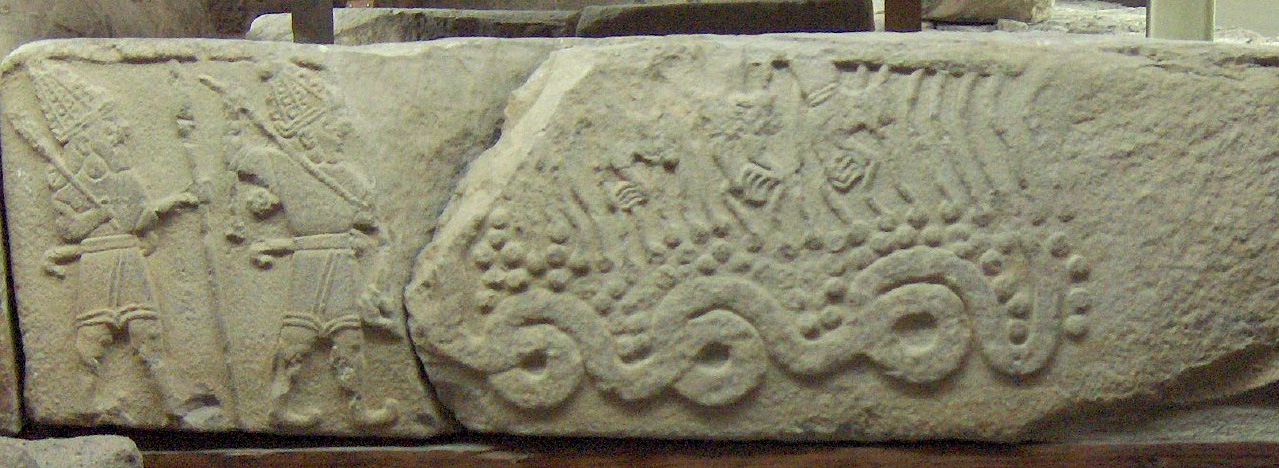
Een nieuw-Hettitisch reliëf van Malayat, die de kosmische strijd tussen de stormgod en de chaosdraak Illuyanka weergeeft. Anatolian Civilizations Museum, Ankara.

De meest karakteristieke, dominante en wijdverbreide god in het Hettitische Anatolië was wellicht de god van donder en storm, bekend als onder andere Tarhun, Tarhund, Taru en Teshub. In kunst uit het Syrische gebied is hij vaak afgebeeld met een bijl en lichtflits, en in de Anatolische kunst als rijdende in een wagen die voortgetrokken wordt door stieren. De stier is dan ook zijn heilige dier. Voor de Hattiërs waren de belangrijkste tempels in Nerik en Zippalanda. Verder waren zijn bekendste tempels gelegen in de Taurusregio en de vlakte van noordelijk Syrië. Deze gebieden werden vooral bewoond door de Hurrieten, en zij vereerden de dondergod onder de naam Teshub. Hebat (ook wel Hepit) was zijn echtgenote, en als echtpaar werden ze frequent vereerd.
Teshub werd vooral dominant vanaf de veertiende eeuw, en hij zou uitgroeien tot de 'koning van de hemel'. Hij assimileerde bovendien met veel van de meer regionale weergoden. Hij wist de steenreus Ullikummi te verslaan, zoals beschreven in de mythe van Kumarbi. Dit herinnert aan de stormgod Tarhun die de chaosdraak Illuyankas (geassocieerd met water) verslaat . Mogelijk gaat het om een pan-Anatolische godheid en motief, wat ook in de Semitische mythologie is overgeleverd (vgl. Marduk vs. Tiamat, Yaweh vs. Leviathan), maar het kan ook gaan om een Indo-Europese traditie (vgl. Thor en de Midgaardslang, Zeus vs. Typhon, Siegfried vs. Fafnir). De Hettitische naam voor de dondergod is namelijk Tarhunna/Tarhunta (Luwisch Tarhunza, Palaïsch Taru), waarvan de wortel geïnterpreteerd is als het Indo-Europese *tarh-, 'overwinnen/verslaan', terwijl het tweede deel van de naam dan geduid kan worden als *uno, 'heer'. Dit herinnert aan de Baltische en Slavische dondergoden Perkunas en Perun (met een andere wortel, '(in)slaan', in het eerste deel).

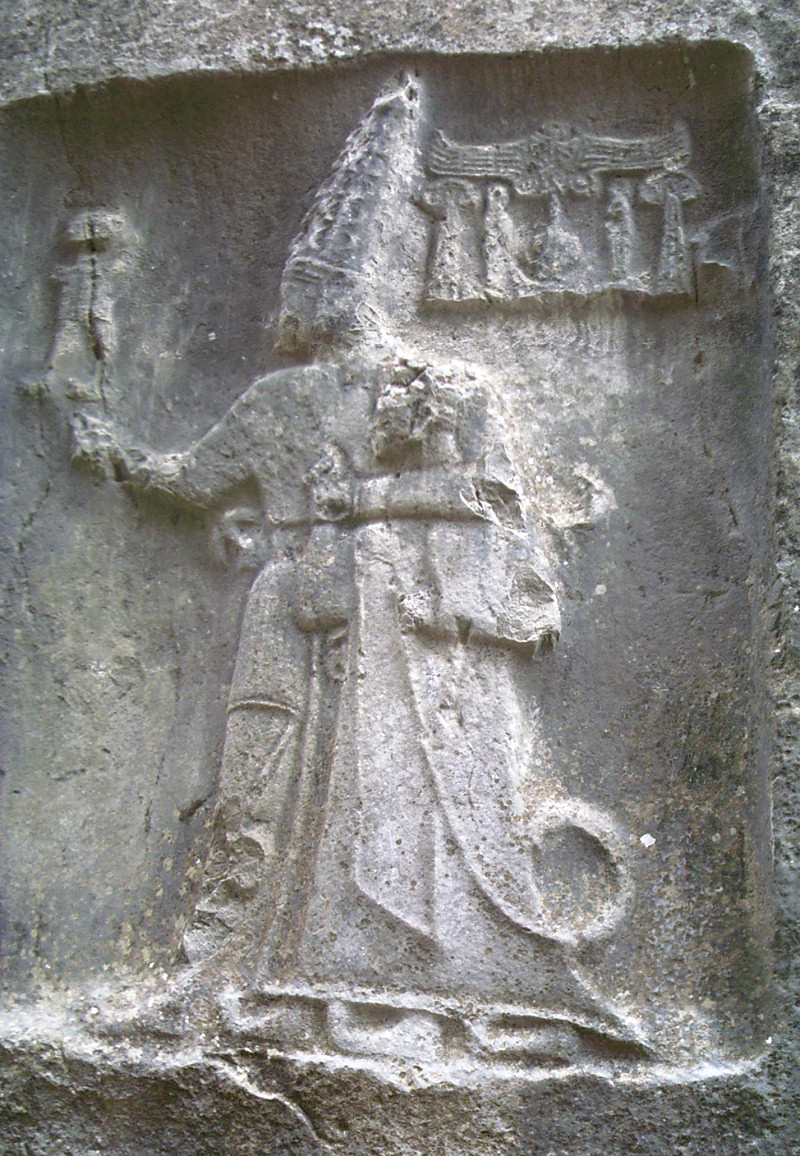
De Hurritische god Sharruma. Rotsreliëf uit Yazilikaya, 1400-1200 v.Chr.

### Hebat
Hebat was de echtgenote van Teshub de dondergod, samen het belangrijkste godenpaar. Hun belangrijkste cultuscentra waren Aleppo, Samuha, Kummanni (Comana), Uda (Hyde), Hurma en Apzisna. In de kunst wordt ze vaak als beschermster en heerseres afgebeeld, soms staand op een leeuw. In Kummanni was zij overigens ook de godin van de oorlog (een functie die stormgoden ook konden hebben), maar die functie had zij niet bij de Hettieten.
Hebat en Teshub hadden twee kinderen:
- Sharruma/Sharma: zoon van Hebat en Teshub; in kunst weergegeven als een paar benen; hij wordt vermeld in relatie tot zijn ouders, die prominent zijn.
- Shaushka: geïdentificeerd met Ishtar, Mesopotamische godin van vruchtbaarheid, seksualiteit en ook oorlog; afgebeeld met vleugels, staand op een leeuw; ze had twee volgelingen, Ninatta en Kulitta; aanbeden in de Taurusregio, m.n. in Samuha; de Hettitische koning Hattusilis III nam Shaushka als zijn beschermgodin.

Alle drie de goden werden door de Hettieten van de Hurrieten overgenomen.

### Zonnegod
Niet onbelangrijk in het Hettitische pantheon is de Zonnegod, die met name in de vroegste tijden aanbeden werd, maar waarnaast nog andere zonnegoden (van lagere rang) aanbeden werden, die alle vaak in teksten vermeld worden. Hun namen gaan meestal echter schuil onder het sumerogram dUTU. De Zonnegod lijkt de belangrijkste en hoogste god te zijn geweest van het pantheon. Zo staat hij bovenaan in de godenlijsten. Hij was de god van het goede en van het recht. De Zonnegod was aanvankelijk bekend onder de naam Sius-summi (zie hierna), maar later met name als Istanus, overgenomen van de inheemse, Hattische godin Eštan (Ištan). In diverse teksten verschijnt deze Eštan echter als vrouwelijk wezen. Daarom hebben experts geopperd dat zij niet een zelfstandige godin is, maar slechts een andere naam of ander aspect voor de zonnegodin van Arinna. Tegelijkertijd werd de dondergod steeds belangrijker.
De in andere Indo-Europese tradities veel voorkomende Indo-Europese stam *deiwo komt niet voor, en *dyeus (vgl. Latijnse deus en Germaanse *tiwaz) evenmin in de context van de Indo-Europese hemelvader, zoals Jupiter ('diu piter') en Zeus, etymologisch verwante namen. Het Hettitische sius, wat stamt van *dyeus, verwijst niet langer naar de hemel, maar betekent gewoon 'god' of het verwijst naar de Zonnegod in het bijzonder, zoals in de Oudhettitische Proclamatie van Anitta, waar Sius-summi, 'onze god', de Zonnegod is. Aan sius verwante woorden zijn het Hettitische siwat- 'dag' Pelaische tiyāt en Luwische tiwat 'zon/dag'. Hieruit blijkt nog de oorspronkelijke associatie van dag, hemel en oppergod, en men heeft achter de Zonnegod dan ook de oorspronkelijke Siu of hemelgod gezien. De associatie met de zon heeft echter geen Indo-Europese grondslag.

### Zonnegodin
Naast de Zonnegod staat de zonnegodin Arinna, tussen wie de relatie nooit helemaal helder wordt in Hettitische bronnen. Duidelijk wordt in elk geval dat zij de belangrijkste godin en beschermster werd van het Hettitische rijk. Zo wendden de koningen zich als eerste tot haar in gebed alvorens ten strijde te trekken. Volgens andere bronnen was echter niet de Zonnegod, maar de stormgod. De Zonnegodin Arinna zou wel van Indo-Europese afkomst kunnen zijn (vgl. Baltische Saule). Onder invloed van koningin-priesteres Puduhepa werd Arinna geïdentificeerd met Hebat. Nadat de Hurritische godsdienst die van de Hettieten was gaan domineren, werd Hebat (Hepatu) de opperste god, getuige het reliëf met een godenprocessie te Yazilikaya. Haar echtgenoot die daar afgebeeld staat is Teshub.

### Dingir-Mahmeš
De Dingir-Mahmeš (ev. Dingir-Mah) waren een Hettitische groep godinnen. Soms werden ze voorgesteld als een triade plus Allinalli en Iyaya, of Zukki en Anzilli. Ze werden ook geassocieerd met de Gulšeš-godinnen. De Dingir-Mahmeš verblijven vaak bij water (bronnen, rivieren en de kust), beslissen over het menselijke lot en zijn aanwezig bij de geboorte. Volgens sommigen hebben zij tevens de mens geschapen.

### Gulšeš
Gulšeš zijn de Hettitische godinnen van het lot, en als zodanig behoren zij tot de onderwereld. Tevens zijn ze betrokken bij kindergeboorte. Veel aanroepen zijn tot hen gericht, maar een cultus lijkt er niet te zijn geweest. Omdat zij als het ware het lot van de mens voorschrijven, is hun naam etymologisch verwant met het Hettitische woord voor '(neer)schrijven'. In het rotsreliëf van Yazilikaya worden de godinnen Hutena en Hutellura genoemd.

### Hannahanna
Hannahanna was een proto-Hattische godin, wellicht de Moedergodin, waarvan de naam 'grootmoeder-grootmoeder' betekent, in schrift als dMAH/NIN.TU weergegeven. Aan haar wordt door goden om raad gevraagd, en haar symbool is de bij, symbool van het hart en het huis. In de mythe van de vruchtbaarheidsgod Telepinu, waarin deze verdwijnt, is zij de enige die de god terug weet te vinden. In Hettitische literatuur wordt ook naar een Moeder Aarde (annas Daganzipas) verwezen, wat evengoed Indo-Europees van oorsprong kan zijn (vgl. Germaanse Nerthus, Griekse Gaia).

### Inar(a)
Inar was een godin die mogelijk de Hattische manifestatie van de Moedergodin was. Ze was de godin van de jacht en de wilde dieren. Tijdens het oude Hettitische koninkrijk was ze de beschermgod van Hattusa. Vanaf de veertiende eeuw daalde haar populariteit als gevolg van de toenemende Hurritische invloed. Vanaf de dertiende eeuw werd haar naam vaak vervangen door slechts het algemene dKAL, waarmee beschermgoden werden aangeduid.

### Kamrušepa
Kamrušepa was de Hettitische naam voor de godin die de Luwiërs kenden als Katah-zip/wuri. Ze was de godin van magie en genezing, en werd als zodanig vaak aangeroepen bij reinigingsriten. In de mythe van Telepinu treedt ze ook in die rol op, wanneer ze de god geneest van zijn humeur met allerlei rituelen en spreuken.

### Kubaba
Kubaba is een pre-Hettitische godin die mogelijk uit noordelijk Mesopotamië afkomstig is. Ze werd met name vereerd in Karkamish, maar haar verering verbreidde zich sterk tijdens het nieuw-Hettitische rijk. Ze is het prototype van de Griekse godin Kybele, een soort moedergodin.

### Lelwani
Lelwani of Leluwani was een Anatolische god van de onderwereld, in het Hettitisch als dEREŠ.KI.GAL geschreven. De god groeide in belang en werd veel aangeroepen door koningin Puduhepa. Door Hurritische invloed werd hij vrouwelijk en identificeerde men hem met Allani en de Mesopotamische Ereškigal. Daar kende men nog een Allatum, ook een godin van de onderwereld, waarvan de naam ook geschreven werd als dEREŠKIGAL. Later trad bij Lelwani enige syncretisme op met de zonnegodin van Arinna.

### Natuurgoden
Van lagere natuurgoden waren er zeer veel: alle objecten in de natuur hadden een of waren een. Bergen waren mannelijk, bronnen en rivieren vrouwelijk. Bergen werden niet zelden geïdentificeerd als een godheid, of als een plaats waar allerlei goden verbleven. Van de meeste lagere godheden is weinig meer bekend dan hun namen. Ook de winden worden frequent genoemd als kosmische krachten in godenlijsten: 'Bergen, rivieren, de grote zee, hemel, aarde, winden, wolken', waar winden geschreven is als IMMES-uš. Daarbij ontbreekt dan het Hettitische teken dat normaliter aangeeft dat het om een god gaat, dus mogelijk werden de winden niet als individuele godheden beschouwd.

### Pirwa
Pirwa was een Anatolische god waarvan het geslacht niet duidelijk is. Rond 2000 v.Chr. werd hij met name aanbeden in en om Kanesh. Hij werd wellicht geassocieerd met heilige rotslocaties in de open lucht, waar Hettieten graag belangrijke personen begroeven. Vanaf het laatste deel van het tweede millennium v.Chr. werd de god ook met paarden geassocieerd.

### Šarruma
Šarruma was een Anatolische god, geschreven als dLUGAL-ma. Pas onder het bewind van koning Shuppiluliuma I (ca. 1344–1322 v.Chr.) werd hij in het Hettitische pantheon opgenomen, en pas onder koning Tuthalia IV (ca. 1237-1209 v.Chr.) werd hij belangrijk. Hij werd de zoon van Teshub en Hebat genoemd door de Hettieten.

### Šaušga
Šaušga was een godin uit zuidelijk Anatolië en noordelijk Syrië, waar ze de tegenhanger was van de Mesopotamische Ishtar. Haar naam werd dan ook vaak geschreven als dIŠTAR LÍL. Gedurende de eerste helft van het tweede millennium v.Chr. werd ze behoorlijk populair bij de Hettieten. Ze was zowel mannelijk als vrouwelijk. Soms verscheen ze geharnast, terwijl ze op andere momenten de godin van de liefde was. Ze kon ook zowel voor harmonie als onenigheid zorgen binnen de familie. Vaak werd ze begeleid door twee muziekgodinnen, Ninatta en Kulitta.

### Telepinu
Telipinu was de god van agricultuur en vruchtbaarheid, zoon van de dondergod. In die hoedanigheid behoorde hij tot de beschermgoden van het leven. Ook is hij de hoofdfiguur in de Telipinu-mythe. Daarin wordt de verlamming en het afsterven van de natuur beschreven, waarbij Telipinu sterft en herboren wordt (vgl. Adonis en Persephone). Hij werd vooral op het Anatolische plateau aanbeden, met belangrijke cultuscentra in Tawinya, Durmitta en Hanhana.

### Overige Hattische goden
Overige Hattische goden in het Hettitische pantheon zijn met name de volgende:
- Wurusemu: zonnegodin; verbonden met de heilige stad Arinna; de dondergod was haar echtgenoot; Mezulla en Hulla waren haar dochters, en Zintuhi haar kleindochter.
- Beschermend genie/Voorzienigheid: titel van een god wiens cultus met name gelokaliseerd is in de steden Sarissa (Kuşakli) en Karakhna, maar hij werd ook ver daarbuiten vereerd; god van het platteland, de velden; het hert was zijn heilige dier; hij is afgebeeld met een haas en een valk in zijn hand.
- Halmašuit: in Hettitische teksten die vooral verband houden met reinigingsrituelen in het paleis verschijnt ze als de personificatie van de troon; de naam Halmašuit/Hanuašuit lijkt afgeleid van het Hattische woord ha-nua(š), ‘zitten’.[41]
- Berggoden waren talrijk. Er waren nog veel andere goden bekend, maar er is niets meer van bekend dan namen.

### Overige Luwische goden
Overige goden in het Hettitische pantheon van Luwische oorsprong zijn:
- Tarhunta: god van donder en storm.
- Arma: maangod.
- Sanda: god van pestilentie.
- Yarri: god van pestilentie.